# Dekanat Kaufbeuren

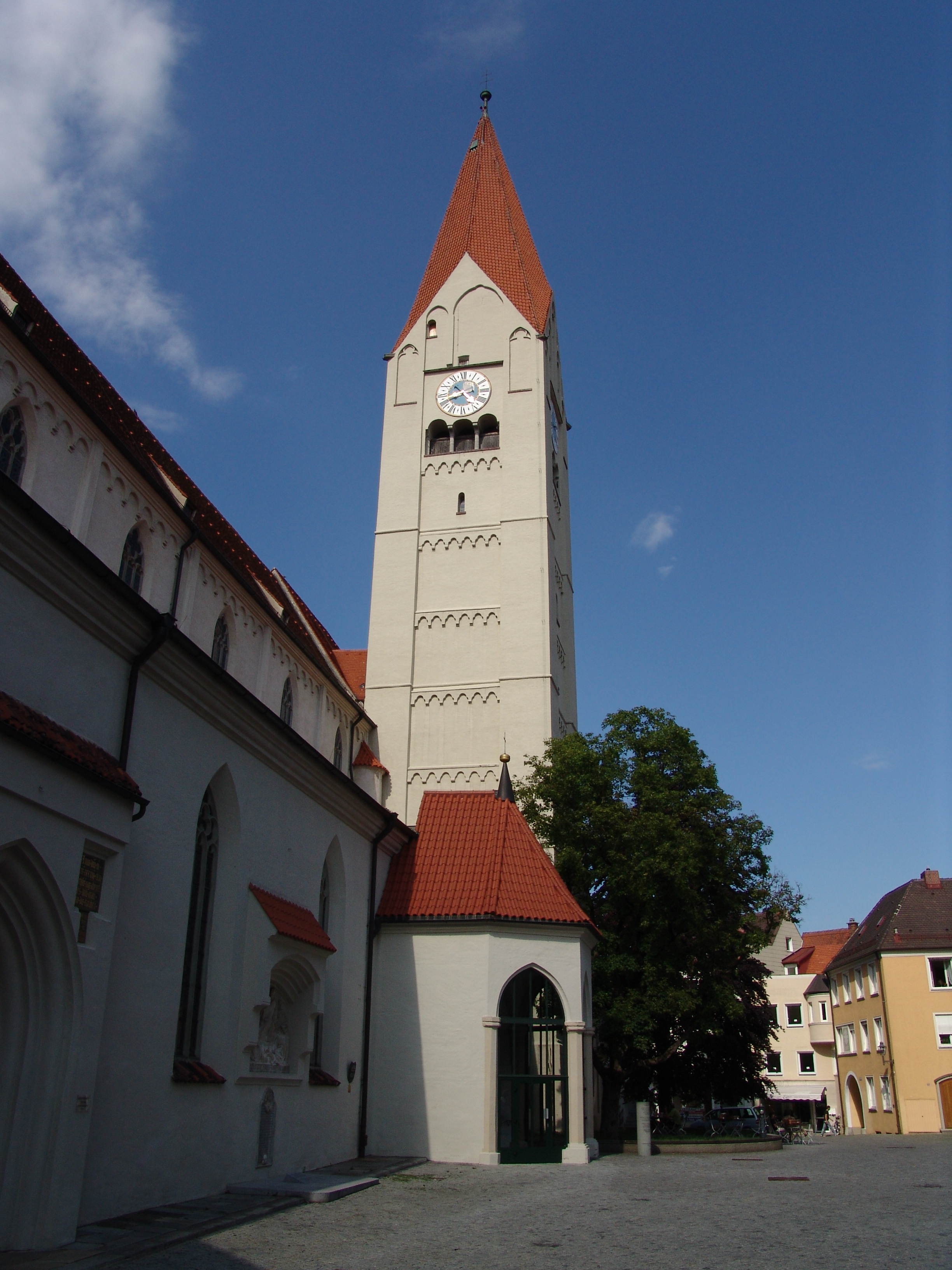
Pfarrkirche St Martin Kaufbeuren

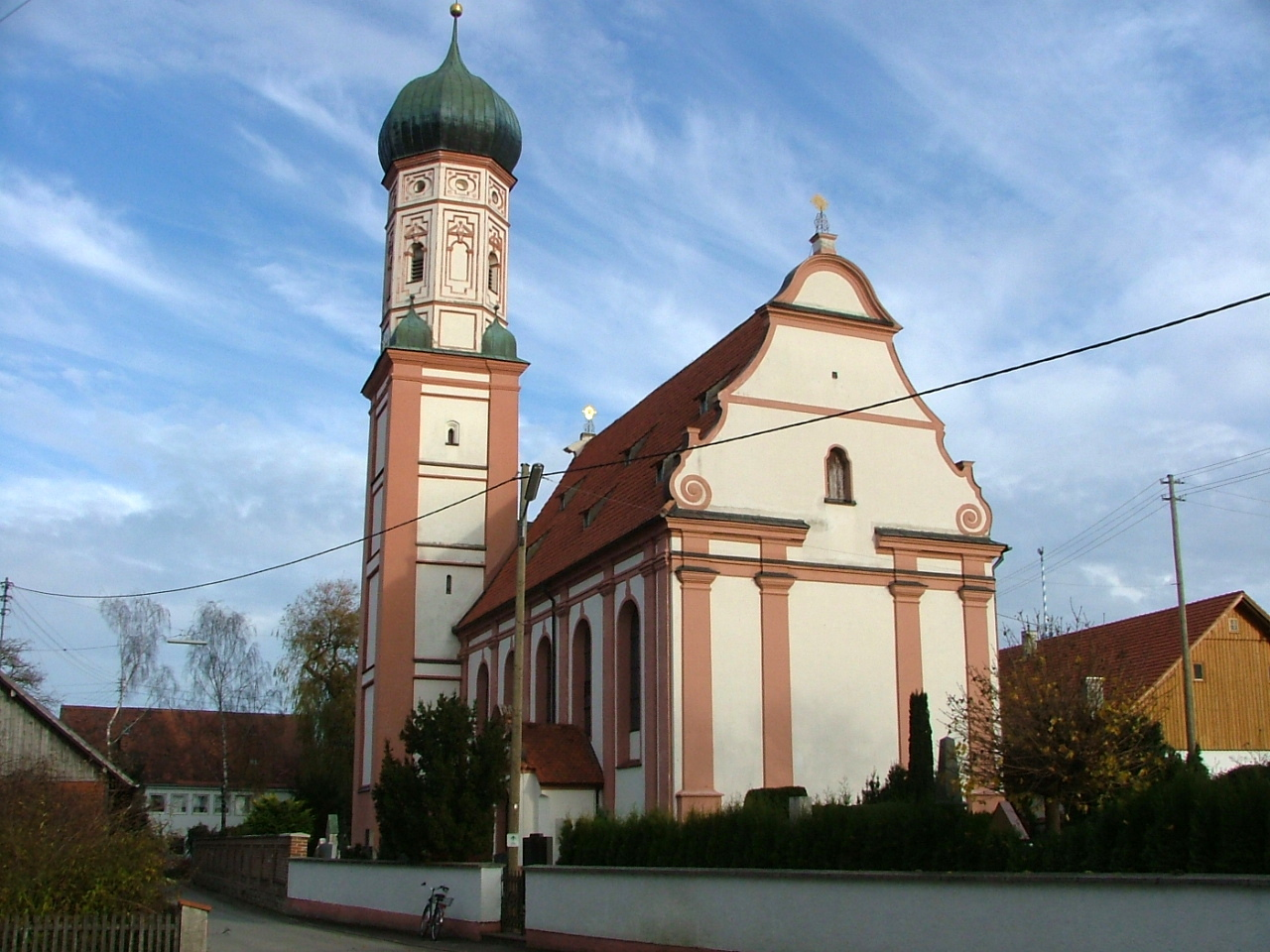
Wallfahrtskirche Mariä Himmelfahrt Oberostendorf

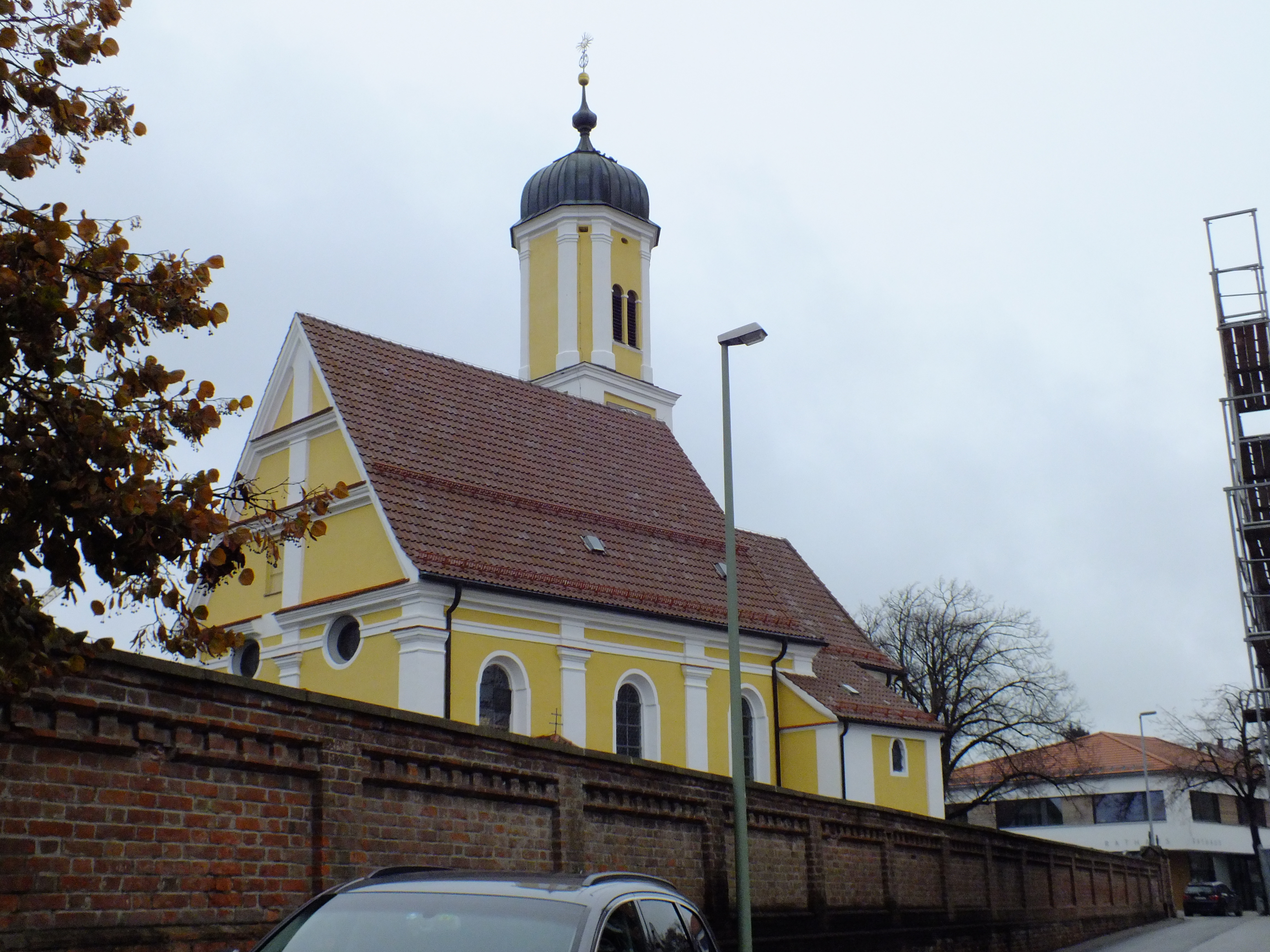
St. Vitus Mauerstetten

Das Dekanat Kaufbeuren ist eines von 23 Dekanaten des römisch-katholischen Bistums Augsburg.
Das Dekanat entstand im Zuge der Bistumsreform vom 1. Dezember 2012.

## Gliederung
- Buchloe

Buchloe „Mariä Himmelfahrt“,
Dillishausen „St. Peter und Paul“,
Großkitzighofen „St. Stephan“,
Honsolgen „St. Alban“,
Hausen „St. Andreas“,
Kleinkitzighofen „St. Cyprian und Justina“,
Lamerdingen „St. Martin“,
Lindenberg „St. Georg und Wendelin“;
- Eggenthal

Baisweil „St. Johannes Baptist“,
Bayersried „St. Nikolaus“,
Blöcktach „St. Wolfgang“,
Eggenthal „St. Afra“,
Friesenried „St. Joseph“,
Lauchdorf „Mariä Himmelfahrt“;
- Kaufbeuren

Kaufbeuren-Hirschzell „St. Thomas“,
Kaufbeuren „Heilige Familie“,
Kaufbeuren „St. Martin“,
Kaufbeuren „St. Blasius“,
Kaufbeuren „Heilig Kreuz“,
Kaufbeuren „Kongregationskirchenstiftung“,
Kaufbeuren-Im Haken „St. Peter u. Paul“,
Kaufbeuren „St. Ulrich“,
Kaufbeuren-Kleinkemnat „St. Stephan“,
Kaufbeuren-Oberbeuren „St. Dionysius“,
Kaufbeuren-Neugablonz „Hlgst. Herz Jesu“,
- Obergermaringen

Dösingen „St. Peter u. Paul“,
Gutenberg „St. Margaretha“,
Ketterschwang „St. Jakobus maj.“,
Lengenfeld „St. Nikolaus“,
Obergermaringen „St. Michael“,
Obergermaringen „St. Wendelin“,
Oberostendorf „Mariä Himmelfahrt“,
Unterostendorf „St. Stephan“,
Untergermaringen „St. Georg“,
Westendorf „St. Michael“;
- Irsee-Pforzen-Rieden

Ingenried „St. Laurentius“,
Irsee „St. Peter und Paul“,
Pforzen „St. Valentin“,
Rieden „St. Martin“,
Zellerberg „St. Josef der Arbeiter“;
- Mauerstetten-Stöttwang

Aufkirch „St. Peter u. Paul“,
Helmishofen „St. Nikolaus“,
Blonhofen „St. Jakobus und Philippus“,
Frankenhofen „St. Laurentius“,
Frankenried „St. Andreas“,
Mauerstetten „St. Vitus“,
Osterzell „St. Stephan u. Oswald“,
Stöttwang „St. Gordian u. Epimach“;
- Waal/Jengen

Beckstetten „St. Agatha“,
Emmenhausen-Bronnen „St. Ulrich“,
Bronnen „St. Margareta“,
Eurishofen „St. Dionysius“,
Schwäbishofen „St. Nikolaus“,
Jengen „St. Martin“,
Waal „St. Anna“,
Waalhaupten „Mariä Schmerzen“,
Weicht „St. Vitus“,
Weinhausen „St. Felizitas“,
- Aitrang

Aitrang „St. Ulrich“,
Apfeltrang „St. Michael“,
Huttenwang „St. Johannes Baptist“,
Ruderatshofen „St. Jakobus maj.“;
- Obergünzburg

Ebersbach „St. Ulrich“,
Hopferbach „St. Bartholomäus“,
Obergünzburg „St. Martin“,
Günzach „Mariä Himmelfahrt“,
Ronsberg „Mariä Himmelfahrt“,
Untrasried „St. Sebastian“,
Willofs „St. Johannes Baptist“,
- Bidingen/Biessenhofen

Altdorf „Mariä Himmelfahrt“,
Hörmanshofen „St. Ottilia“,
Bernbach „St. Johannes Baptist“,
Bidingen „St. Pankratius“,
Biessenhofen „St. Georg“,
Ebenhofen „St. Peter u. Paul“